# Vindkraft i Sverige

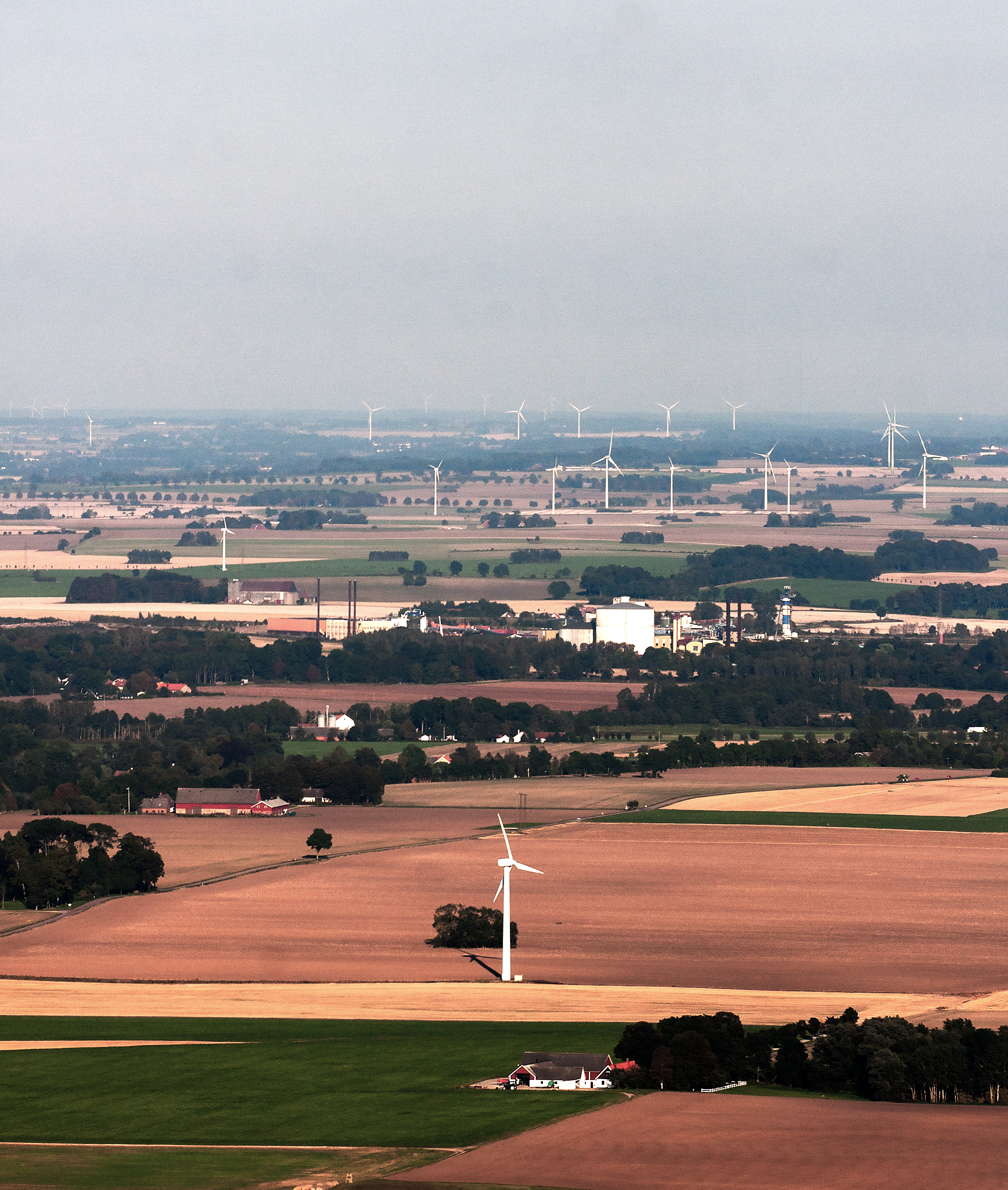
I delar av det skånska slättlandskapet utgör vindkraftverk numera en vanlig syn.

Vindkraft i Sverige med utveckling av den moderna vindkraften började i mitten av 1970-talet men det dröjde innan den började användas i större skala. Först år 2007 var elproduktionen över 1 TWh/år. 
Det sker en snabb teknikutveckling. Den tydligaste trenden är att vindkraftverken blir större i alla avseenden såväl när det gäller installerad effekt, höjd och rotordiameter. Sett i ett internationellt perspektiv har vindkraftsprojekt i Sverige förhållandevis höga navhöjder. Det kan förklaras med att nya vindkraftsparker ofta byggs i skogslandskap vilket gör det viktigt att komma upp i höjd för att minska turbulens och nå vindar som bromsats mindre av skogen. Sverige är indelat i fyra elområden. Vindkraftens installerade effekt fördelad på elområdena 2024 från norr till söder framgår av bilden över Installerad effekt per elområde. Ny produktion lokaliseras i stor utsträckning till de norra delarna av landet där det finns utrymme att bygga stora vindkraftparker.
Större vindkraftverk fanns 2024 i 186 av landets 290 kommuner. 137 kommuner hade minst 10 MW istallerat. Piteå kommun har störst installerad effekt från vindkraft med 2 069 MW. Näst störst effekt hade Sollefteå kommun med 915 MW. Tredje störst var  Ånge kommun med 751 MW. Fjärde störst var Örnsköldsviks kommun med 690 MW installerad effek. På femte plats kom Ljusdals kommun med 545 MW installerad 

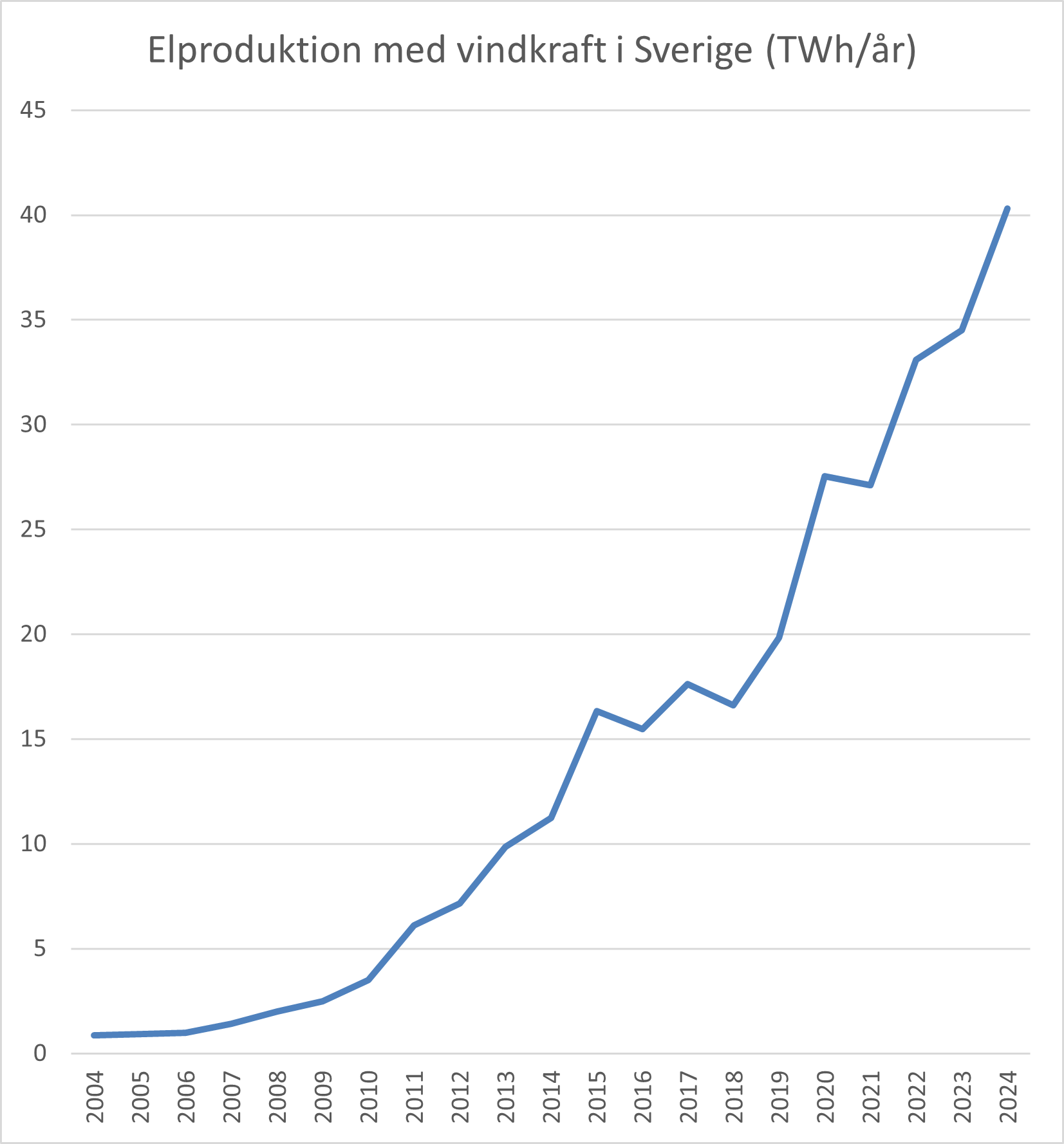
Diagram Elproduktion med vindkraft i Sverige 2004-2024

effekt . Under 2024 installerades 1,0 GW ny vindkraft. Under 2025 beräknas enligt tubintillverkarnas orderböcker 1,4 GW ny vindkraft installeras i Sverige. Vid utgången av 2024 fanns 5 547 större vindkraftverk i Sverige med en sammanlagd effekt 16 819 MW. 75 av vindkraftverken var havsbaserade.

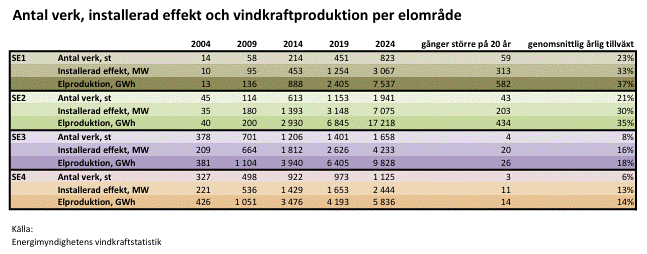
Vindkraften har vuxit snabbt.

Vindkraften bidrog under 2024 med 40,4 TWh el  vilket var 25 % av elproduktionen. Under december 2024 var vindkraften den källa till el i Sverige som producerade mest, 35 % av den totala produktionen.
Svenska kraftnät räknar i Långsiktig marknadsanalys 2024 med mellan 82 och 120 TWh elproduktion från vindkraft 2035 beroende på scenariealternativ. Andelen av elanvändningen från vindkraft varierar då mellan 35 och 45 procent. För 2045 räknar Svenska kraftnät med 103–237 TWh vindkraft beroende på scenariealternativ vilket innebär 40–69 procent av elanvändningen från vindkraft.  SWECO analyserade år 2017 den tekniska potentialen för havsbaserad vindkraft i svenska farvatten till cirka 3 000 TWh/år. 

## Historik

Sveriges totala elproduktion från 1913 efter kraftslag.

Inspirerat av den vindkraftsutveckling som pågick i västvärlden föreslog 1951 års statliga Bränsleutredning att en försöksanläggning för vindkraft skulle byggas vid Ölands Södra udde. Det skulle dock dröja till oljekrisen 1973 innan Styrelsen för teknisk utveckling (STU) började undersöka förutsättningarna för vindkraft under ledning av tekn. dr. Olle Ljungström (1918–2013). Nämnden för energiproduktionsforskning (NE) tillkom 1975 och fick till uppgift att genomföra bland annat denna del av det energiforskningsprogram som beslutats av riksdagen. I det inledande arbetet ingick tekniska studier, vindprospektering och att låta Saab-Scania 1977 uppföra ett försöksaggregat om 60 kW vid Kalkugnen vid norra Upplandskusten nära Älvkarleby.
De första stora vindkraftverken byggdes för energiforskningsprogrammet av Karlskronavarvet i Maglarp i Skåne 1982 (byggherre Sydkraft) och av KMW vid Näsudden på Gotland (byggherre Vattenfall) 1983. Den förra var i drift fram till 1993 och var då det vindkraftverk i världen som hade producerat mest el. Efter folkomröstningen om kärnkraften 1980 avtog det politiska intresset för förnybar elproduktion, varför den tidigare offensiva vindkraftssatsningen för lång tid gick över i ett skede av forskning, utredning och bevakning. Maglarp-Näsudden slutfördes och utvärderades. Bland de forskningssatsningar som fortsatte märks elteknikforskningen vid Chalmers, som gjort pionjärinsatser beträffande många av de lösningar som senare slagit igenom i branschen. Forskning om aerodynamik vid Flygtekniska Försöksanstalten (numera FOI) har bland annat resulterat i vingprofiler som används i en stor del av världens vindkraftverk. Forskare vid Uppsala universitet utvecklade den datormodell för vindkartering.
Ett ökat intresse för vindkraft började göra sig gällande i Sverige i början av 1990-talet, i första hand som ett resultat av de framgångar som vindkraften fått utomlands. 1991 infördes investeringsstöd för vindkraftverk, vilket blev starten för en utbyggnad av vindkraften. Sedan dess har ökningstakten legat vid i genomsnitt 30 procent per år. Det ökade intresset ledde även till industriella utvecklingsprojekt och försök till kommersiell etablering.

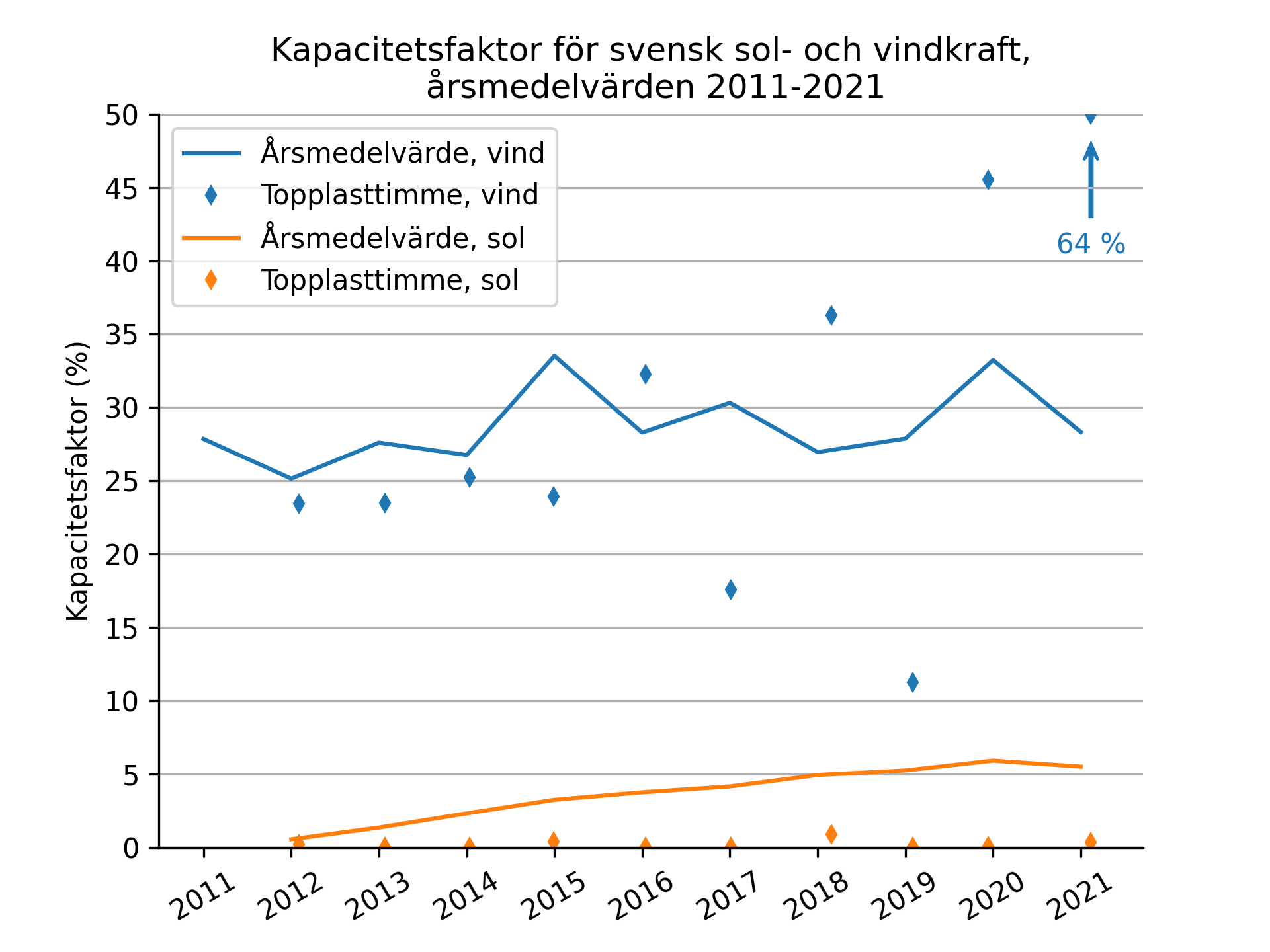
Den svenska sol- och vindkraftens kapacitetsfaktorer 2011–2021. Årsmedelvärde och under topplasttimmen.

Norsk-svenska Kvaerner Turbin, som tagit över efter Näsudden-leverantören KMW, utvecklade ett nytt 3 MW-maskineri, som monterades på det befintliga Näsudden-tornet. Ett systerverk uppfördes i Tyskland. Under namnet Näsudden II kom också denna Vattenfallsägda anläggning att under en tid inneha världsrekordet i elproduktion för vindkraftverk. Utvecklingen fortsatte i det norsk-svenska Scanwind, som uppförde ett tiotal verk utanför Trondheim. Sedan General Electric övertagit verksamheten byggdes 2012 ett 4,1 MW-verk i Göteborgs hamn kallat Big Glenn med Göteborg Energi som kund. Typen var avsedd för havsbasering. GE har därefter avvecklat det övertagna konstruktionskontoret.
Med teknisk inspiration från Maglarps-projektet uppförde Nordic Windpower 1992 utanför Lysekil vindkraftverket Nordic 400, med 400 kW effekt. 1995 tillkom Nordic 1000 (1 MW) på Gotland, som det första av de EU-stödda projekten för att utveckla vindkraftverk i MW-storlek. Sverige var då ännu ej med i EU. Ytterligare tre verk byggdes i Sverige, med Vattenfall och olika privata företag som kunder. Efter olika ägarbyten gick Nordic Windpower i konkurs 2004. Därefter byggdes i olika konstellationer 126 Nordic 1000-verk i USA, Colombia och Kina, det sista 2012. 
Sverige var tidigt engagerat i havsbaserad vindkraft och Sydkraft byggde 1990 världens första havsbaserade vindkraftverk på ett trebent stålfundament utanför Nogersund i Blekinge.

## Förutsättningar för lokalisering av vindkraft
Sverige ligger i det så kallade västvindbältet, där den huvudsakliga energin kommer genom de från Atlanten invandrande lågtrycken. Lokalt 

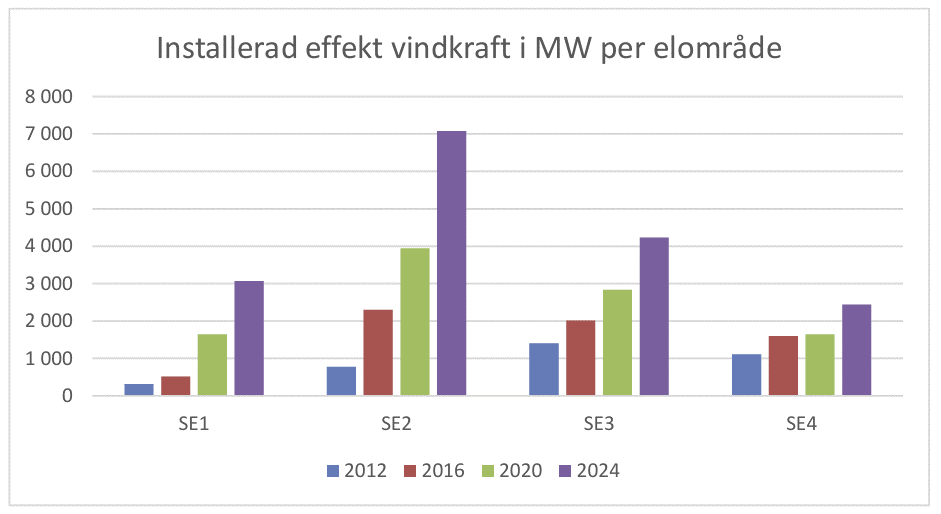
Installerad effekt vindkraft (MW) per elområde 2012 - 2024 Bilden bygger på Energimyndighetens vindkraftstatistik

uppkommande vindsystem som sjöbrisen har energimässigt mindre betydelse.
Vinden varierar ständigt men i ett längre tidsperspektiv har den tydliga mönster. Mellan olika år varierar energiinnehållet i vindarna i Skandinavien med storleksordningen ± 10 procent.  Av årsenergin infaller ⅔ under vinterhalvåret, då också behovet är störst. Samtidigt är det under just vinterhalvåret som förekomsten av längre perioder av stiltje inträffar, till följd av utdragna högtryck, under vilket produktionen från vindkraften kan vara försumbar i flera dygn. I norra Europa och Östersjöområdet inträffar detta under i genomsnitt 50-100h per år under perioden november-januari.
På senare år har utbyggnaden dominerat i inlandets skogsområden, från Småland i söder till nordligaste Sverige. 
Sveriges och Europas största landbaserade vindkraftpark byggs nu i Markbygden väster om Piteå. Orsaken är resultatet av en omfattande vindkartering av Hans Bergström, professor emeritus vid enheten Meteorologi på Institutionen för geovetenskaper vid Uppsala universitet. Parken med en yta på 450 kvadratkilometer förväntas vara helt färdigbyggd kring år 2026. Vindkraftparken kommer när den är färdigbyggd kunna leverera upp till cirka 12 TWh per år. Etapp 1 är belägen i den nordöstligaste delen av och uppdelad i de tre delprojekten Skogberget, Ersträsk och Markbygden Ett. Etapp 1 omfattar tillstånd för upp till totalt 314 vindkraftverk, varav ungefär 275 är färdigbyggda. Etapp 2 ligger utanför Koler och Långträsk i områdets västra delar. Enercon har i området startat mark- och anläggningsjobb samt fundament. Inom kort anländer själva vindkraftverken. Fram till slutet av 2021 kommer 160 verk att ha byggts här. Den tredje och avslutande etappen är uppdelad i de två delarna Hästliden och Önusberget. På Önusberget har markjobb för anläggning av vägar och kranplaner startat. Byggandet av 700 MW, vilket motsvarar ungefär 130–150 vindkraftverk kommer därefter. Hästliden är fortfarande är under projektering.
Sveriges högst belägna vindkraftverk finns i Glötesvålen, som byggts på 1 010 m ö.h. 40 km väster om Sveg i Härjedalen.
Till havs är vindförhållandena ofta betydligt bättre än på land, men kostnaderna för anläggning och drift är högre. Lillgrunds vindkraftpark i Öresund utanför Malmö byggdes 2007 och är den största havsbaserade parken. Den har 48 verk och 0,3 TWh i årsproduktion. I Vänern finns den "insjöbaserade" Vindpark Vänern, med 10 vindkraftverk. 

### Kartering och mätning
I Sverige har i första hand den vindkartering som på uppdrag av Energimyndigheten togs fram av Uppsala universitet med användning av datorsimulering utgående från den så kallade MIUU-modellen utnyttjats. Karteringen har uppskattar medelvinden inom ±0,8 m/s med 95 procent säkerhet. Det innebär att produktionen i ett vindkraftverk kan bestämmas inom ±20 procent vid 7 m/s medelvind.  I större projekt genomförs även mastmätningar.. Ett års mastmätningar ger okorrigerat också medelvinden med samma variation och säkerhet. Genom att korrigera för den geostrofiska vinden kan felet minskas till ±0,4 m/s eller 10 procent i produktion.
En ny europeisk vindatlas presenterades 2020. Den visar var de bästa områdena för ny vindkraft finns. Den svenska forskningen har bidragit med nya kunskaper om hur skogen påverkar vinden, och mer detaljer om vindens variationer. Det visar sig att skogen har mycket bättre förutsättningar för vindkraft än vad man tidigare trott. Projektet New European Wind Atlas (NEWA) har man använt olika modeller för vindkartering av Sverige och övriga Europa. Genom att jämföra och utveckla modellerna har man kunnat minska osäkerheten i vindkarteringen. Den svenska delen av projektet har letts av universitetslektor Stefan Ivanell vid enheten för vindenergi, Institutionen för Geovetenskaper vid Uppsala universitet. Genom att använda Lantmäteriets laserscanning av svensk skog får man en mycket hög precision i beräkningarna, vilket har resulterat i en betydligt bättre uppfattning om vindkraftens potential i skogen. De upptäckte att skogen påverkar mer än vi tidigare trott. De kunde konstatera att skog tiotals kilometer bort har betydelse för hur vinden uppför sig. På sikt kommer kunskapen om vindkraften i skog att höjas ytterligare, men detta projekt avslutas först vid utgången av 2022.  

### Buller
Svensk rättspraxis, som grundar sig på Naturvårdsverkets och Socialstyrelsens rekommendationer, är att ljud från vindkraftverk inte får överskrida den ekvivalenta ljudnivån 40 dBA vid bostadshus när det blåser 8 m/s på 10 meters höjd. Det innebär att avståndet från ett enstaka vindkraftverk till närmaste bostadshus behöver vara omkring 600 m. Förekomst av skog har liten betydelse för ljudutbredningen.
Enligt Naturvårdsverket bör ljudnivån från vindkraft vid bostäder inte vara högre än 40 dBA och vidare bör ljudnivån vara 5 dB lägre om vindkraftverken ger ifrån sig tydligt hörbara toner. I områden med lågt bakgrundsljud och friluftsområden bör den enligt verket inte överstiga 35 dBA. Yrkanden om 35 dBA har hittills inte godtagits av Miljööverdomstolen, som skulle kunna ändra rättspraxis. Även en yttervägg med ganska dålig ljudisolering dämpar 25 dB, vilket innebär att vindkraftsljudet inte hörs inomhus om vindkraftverket byggts enligt ovanstående riktlinjer.
Tillåtet  buller från vindkraftverk anges således som ekvivalent ljudnivå. Det innebär att ljudet i genomsnitt inte får vara högre än angiven nivå. En forskargrupp har föreslagit skärpningar av kraven så att nivån inte ska få överskridas under 90 procent av tiden samt att amplitudmodulerat ljud (att ljudnivån varierar periodiskt med turbinrotationen) ska sänka gränsen med 5 dB.
För flyg och trafik tillåts 55 decibel i genomsnitt. Den nivån underskrids omedelbart intill tornfoten till ett vindkraftverk i drift. Det beräknas att 1,7 miljoner svenskar utsätts för trafikbuller över 55 dB. Att så olika värden tillämpas för vindkraft och vägtrafik motiveras med att bägge värdena ger samma andel störda, 10–20 procent. En förklaring är att vindkraften ofta finns i en tyst omgivning medan trafiken försiggår där det är bullrigt.

### Luftföroreningar
Elproduktionen av ett vindkraftverk är förnybar och bidrar inte med några luftföroreningar. Produktionen av vindkraftverk har även en begränsad energianvändning, detta gör att jämfört med fossilbaserad elproduktion är utsläppen från vindkraftverkets livscykel små. Elproduktion med kol  genererar utsläpp i storleksordningen 820 gram CO2eq/kWh. Elproduktion med vindkraft  genererar utsläpp i storleksordningen 12 gram CO2eq/kWh. Vattenfall har genomfört en livscykelanalys av vindkraftsparken Blakliden/Fäbodberget som just nu byggs i Åsele och Lycksele kommuner. Det preliminära resultatet visar på en halvering av klimatpåverkan jämfört med äldre vindkraftverk. Livscykelanalysen för Blakliden/Fäbodberget visar på 6-7 gram CO2e/kWh. Utvecklingen av större och effektivare turbiner går hela tiden framåt och i takt med att vindkraft nu byggs i stora delar av Europa är det rimligt att anta att den totala klimatpåverkan från ny vindkraft kan komma ner på de siffror som vi nu ser vid Blakliden/Fäbodberget. 

### Andra hälsorisker
Det har föreslagits att vindkraftverk kan alstra höga nivåer av infraljud, det vill säga ljud med så låg frekvens att det normalt inte kan uppfattas, och som skulle kunna ha en negativ hälsopåverkan.  I en ”syntesrapport" som Naturvårdsverket gett ut om vindkraftens påverkan på människors intressen konstateras dock att de infraljudsnivåer som uppmätts från vindkraftverk inte är högre än de infraljudsnivåer som människor utsätts för dagligen från andra ljudkällor i omgivningen.
Det finns även teorier om att vindkraftverk skulle kunna orsaka andra symptom, innefattande skadlig infraljudspåverkan på innerörat, ”vibroakustisk sjukdom” och ”vindkraftssyndrom”. Enligt Naturvårdsverkets syntesrapport har inget sådant kunnat beläggas vetenskapligt.

### Hinderljus
Av hänsyn till flyget finns det krav att vindkraftverk ska utrustas med hinderljus. I Sverige krävs medelintensivt rött blinkande ljus under skymning, natt och gryning vid en totalhöjd (höjd till högsta bladspets) av högst 150 m. Under dagen behövs inget ljus, utan det räcker att verket är målat med en "vit" färg. Vid en höjd över 150 m krävs istället högintensivt blinkande vitt ljus, som ska vara tänt hela dygnet. För att minska störningen introduceras utrustning, som tänder hinderljusen först då något flygplan kommer i närheten.

## Olyckor kopplade till svensk vindkraft
I maj 2022 skriver Svensk Vindenergi om 13 vindkraftsolyckor i Sverige sedan 2015, varav åtta gäller fallande föremål som rotorblad.
I juli 2022 skriver SVT Nyheter om sex vindkraftsolyckor senaste året.

## Vindkraften i svensk opinion
SOM-institutet har mätt inställningen till olika energikällor sedan 1999. I undersökningen för år 2023 ökar de som vill satsa mer på vindkraft något. På frågan "Hur mycket bör vi i Sverige satsa på nedanstående energikällor under de närmaste 5–10 åren?" vill 77 % satsa mer på solkraft, 61 % satsa mer på vindkraft, 45 % satsa mer på vattenkraft och vågkraft, 36 % satsa mer på kärnkraft, 30 % satsa mer på biobränsle, 12 % satsa mer på naturgas och 2 procent satsa mer på olja och kol. 69 % vill satsa mer på havsbaserad vindkraft. I Sydsverige vill 75 % satsa mer på havsbaserad vindkraft. 
I en Sifoundersökning från 2020 anser tre av fyra personer, 73 procent, att det vore bra att bygga ut vindkraften så den motsvarar cirka halva elanvändningen. 19 procent anser att det vore dåligt.
Enligt en undersökning utförd av EU 2010 med 26 000 deltagare ansåg 84 procent av de svarande att vindkraft kommer att ha en positiv effekt på vår livsstil de kommande 20 åren. Kärnkraft (39 procent) var den teknik som ansågs ha minst positiv effekt bland de olika tekniker som fanns att välja på, vilka var rymdforskning, solenergi, genmodifiering och nanoteknologi. I Sverige tillfrågades 1 000 personer av vilka 86 procent ansåg att vindkraft har en positiv effekt.
Green Power Sweden är en branschorganisation för storskalig vindkraft, solkraft och energilagring. Svensk Vindenergi Ekonomisk Förening belöt på årsstämman 2025 att tillsammans med Nätverket för solparker bilda Green Power Sweden. Green Power Sweden har 170 medlemsföretag inom vindkraft, solkraft och energilagring. Bland medlemsföretagen finns kraftbolag, tillverkare, kommunala energibolag, projektörer, markägare, finansiella investerare, banker, advokatbyråer, stora elanvändare, konsultföretag samt under- och komponentleverantörer 
Svensk Vindkraftförening etablerades 1986 och är en ideell icke politisk bransch-och medlemsorganisation vars främsta syfte är att främja vindkraftens utveckling samt tillvarata medlemmarnas intresse. Föreningen ger ut Tidningen Svensk Vindkraft .

### Vindkraftsmotståndet
Vindkraftsmotståndet har kanaliserats i olika lokala föreningar, och på riksplanet verkar sedan 1999 Föreningen Svenskt Landskapsskydd samt sedan 2022 Motvind Sverige. En uppmärksammad lokal folkomröstning hölls i Dalarna 2020 – folkomröstningen om vindkraft på Ripfjället.

## Utveckling av vindkraftens kostnader
Utbyggnaden i Sverige av vindkraft tog fart några år in på 2000-talet. Merparten av de investeringar som gjordes 2005 bestod av enstaka verk med en installerad toppeffekt på 0,8 MW. Parallellt med utvecklingen av större vindkraftparker har vindkraftverken också blivit större. Energimyndigheten bedömde i sin vindkraftrapport för 2017 att kostnaden för energi från ny vindkraft sjunkit med 44 procent från 2008 till 2016, från 78 öre/kWh till 43 öre/kWh. I samma rapport konstaterar man samtidigt att den typiska investeringskostnaden låg på runt 10 000 kr/kW år 2005, ökade till drygt 16 000 kr/kW år 2009, för att därefter sjunka till 11 000 kr/kW år 2016 (SEK 2016, reala kostnader). Anledningen till denna diskrepans anges till att produktionskostnaderna främst sjunkit 2008-2016 till följd av ökad kapacitetsfaktor och sjunkande kalkylränta (WACC).
I samma rapport beräknas produktionskostnaden för vindkraft år 2020 att uppgå till cirka 36 öre/kWh. Det motsvarar en reduktion på 16 procent under perioden 2016–2020, vilket anses vara i linje med kostnadsutvecklingen sedan 2008. Under de tolv åren 2008-2020 kommer kostnaden för el från ny vindkraft i så fall ha sjunkit med nästa 50 procent.

## Elpriser
Priset för el sätts på elbörsen Nord Pool. Sverige är indelat i fyra elområden. På elbörsen möts utbud och efterfrågan och ett pris fastställs dagen före för varje timme och varje område. Prissättningen görs genom så kallad marginalprissättning, vilket innebär att priset bestäms utifrån hur mycket det kostar att producera den sista kilowattimmen som behövs för att möta efterfrågan. Produktionsanläggningar med lägst budpris antas först. När det är starka vindar trycks elpriset ner av det stora utbudet av vindkraftsel. Den reglerbara kraftproduktionen kan då välja att minska sin produktion och spara på bränsle till perioder med mindre vindkraft och högre elpriser. I Sverige görs detta primärt genom att vattenkraften sparar på vatten i sina magasin, viss reglering görs även med hjälp av att kraftvärmeverk och i någon mån kärnkraft drar ner och sparar på bränsle.
Elpriset varierar starkt mellan åren beroende på nederbörd, vind, temperatur, konjunktur, och priset på fossila bränslen och utsläppsrätter. I elområde 3 där den mesta elen i Sverige förbrukas var genomsnittspriset 58 öre/kWh (2023), 138 öre/kWh (2022), 67,2 öre/kWh (2021), 22,1 öre/kWh (2020), 40,5 öre/kWh (2019), 45,8 öre/kWh (2018), 30,1 öre/kWh (2017), 27,8 öre/kWh (2016), 20,6 öre/kWh (2015), 28,8 öre/kWh (2014), 34,1 öre/kWh (2013), 28,2 öre/kWh (2012).
Under 2003 infördes ett system med elcertifikat för att gynna förnybar el. Biobränsleeldade kraftvärmeverk, viss vattenkraft, vindkraft, solenergi, geotermisk energi, vågenergi och torv i kraftvärmeverk fick rätt att tilldelas elcertifikat i 15 år. Norge gick med 2012. Länderna skulle mellan 2012 och 2020 öka den förnybara elproduktionen med tillsammans 28,4 TWh/år. Målet uppnåddes i förtid. Vindkraften stod för 63 procent av utbyggnaden, vattenkraft för 21 procent och biokraft för 15 procent. 2017 beslutade den svenska riksdagen om ett nytt svenskt mål för förnybar elproduktion på 18 TWh till 2030, sammanlagt 46,4 TWh/år. Utbyggnaden gick mycket snabbare än planerat. Målet för 2030 uppnåddes nästan 10 år i förtid, mars 2021. Anläggningar som tagits i drift efter 2021 får inte elcertifikat. Certifikatpriserna har sjunkit under de senaste åren och låg i december 2022 under 0,1 öre/kWh.
Fler och fler företag som inte är verksamma inom energisektorn men som konsumerar stora mängder energi i sina verksamheter, har fått upp ögonen för möjligheterna att vara med och bidra till en miljövänlig produktion av sina varor och tjänster genom att använda förnybar el. Genom att antingen själva direktinvestera i vindkraft eller genom att teckna långa elhandelsavtal, tillförs ny produktionskapacitet. Med en Power Purchase Agreement (PPA) elimineras en rad potentiella risker för den slutlige investeraren. Det gör det enklare att attrahera investerare som till exempel pensionsbolag. PPA spelar därför en viktig roll i finansieringen av elproducerande tillgångar som inte ägs av de traditionella kraftbolagen.

## Planering av vindkraftverk

### Riksdagens planeringsram
Riksdagen har antagit en planeringsram för 30 TWh/år vindkraft till 2020, varav 10 TWh/år till havs. Det innebär att det inom samhällsplaneringen ska skapas förutsättningar för att bygga ut vindkraften från 10 TWh/år (2013) till denna omfattning. Enligt Energimyndigheten är den viktigaste förutsättningen att skapa en "one-stop-shop", vilket betyder att alla myndighetskontakter ska kunna ske på ett ställe.
Målet är ett miljömål och en del av Sveriges plan att nå 50 procent förnybar energi år 2020. Till övervägande delen finns dagens vindkraftverk på land. För att målet ska kunna nås behöver det byggas omkring 2 000 nya vindkraftverk.

### Riksintresse för vindbruk
Områden som är särskilt lämpliga för en viss verksamhet i Sverige ska enligt Miljöbalken pekas ut som riksintresse. Exempelvis finns det riksintresseområden för rörligt friluftsliv, renskötsel och försvar. Utpekandet innebär inte en planering att området faktiskt ska användas för ändamålet och ska i princip ske utan hänsyn till konkurrerande intressen. Utpekandet innebär inte heller att riksintresset är fastställt, utan är en signal till domstolar och myndigheter att när ett ärende blir aktuellt ta ställning till om det faktiskt föreligger riksintresse, vilket i så fall ger ökad tyngd åt intresset.
Energimyndigheten har ansvaret för att peka ut riksintresseområden för vindbruk. Under 2010–2013 uppdaterade Energimyndigheten dem. På land förutsätts nu en medelvind om minst 7,2 m/s på 100 meters höjd enligt senaste vindkartering, storlek på område om minst 5 km² och avstånd till bebyggelse minst 800 meter. Till havs och i större sjöar ska vinden vara minst 8,0 m/s, områdets storlek minst 15 km² och vattendjupet högst 35 meter. Undantag görs för nationalparker och för områden av riksintresse för obruten kust och fjäll, Natura 2000-områden samt natur- och kulturreservat.
2013 års riksintresse för vindbruk omfattar 281 områden på land och 29 till havs och i insjöar. Den totala ytan är 7 868 km2 och utgör drygt 1,5 procent av Sveriges yta inklusive svenskt vatten.

### Den kommunala översiktsplaneringen
Planmonopolet i Sverige innebär att det är kommunerna som har huvudansvaret för den fysiska planeringen av landet. För planeringen på en övergripande nivå är översiktsplanerna det viktigaste redskapet.
Under åren 2007–2010 kunde kommunerna söka bidrag hos Boverket för att arbeta in vindkraften i översiktsplanerna. Totalt var det 212 kommuner och 13 länsstyrelser som fick sådant stöd. Resultatet innebär att beredskapen för att bygga ut vindkraften blev bättre, inte minst genom den förståelse som den demokratiska processen förhoppningsvis skapar hos medborgarna.

### Försvarsmaktens krav
Försvarsmakten har sedan 2010 börjat hävda allt mer omfattande restriktioner mot vindkraftverk. De omfattar nu en tredjedel av hela landets yta och hälften av de södra delarna. En utredning genomförd av Försvarets Forskningsinstitut visade att restriktionerna inte har någon motsvarighet i jämförbara länder. En följd blir att utbyggnaden förskjuts mot norr, vilket medför ökade kostnader för kraftledningar och ledningsförluster. Civilflygets anspråk är i jämförelse betydligt mindre.

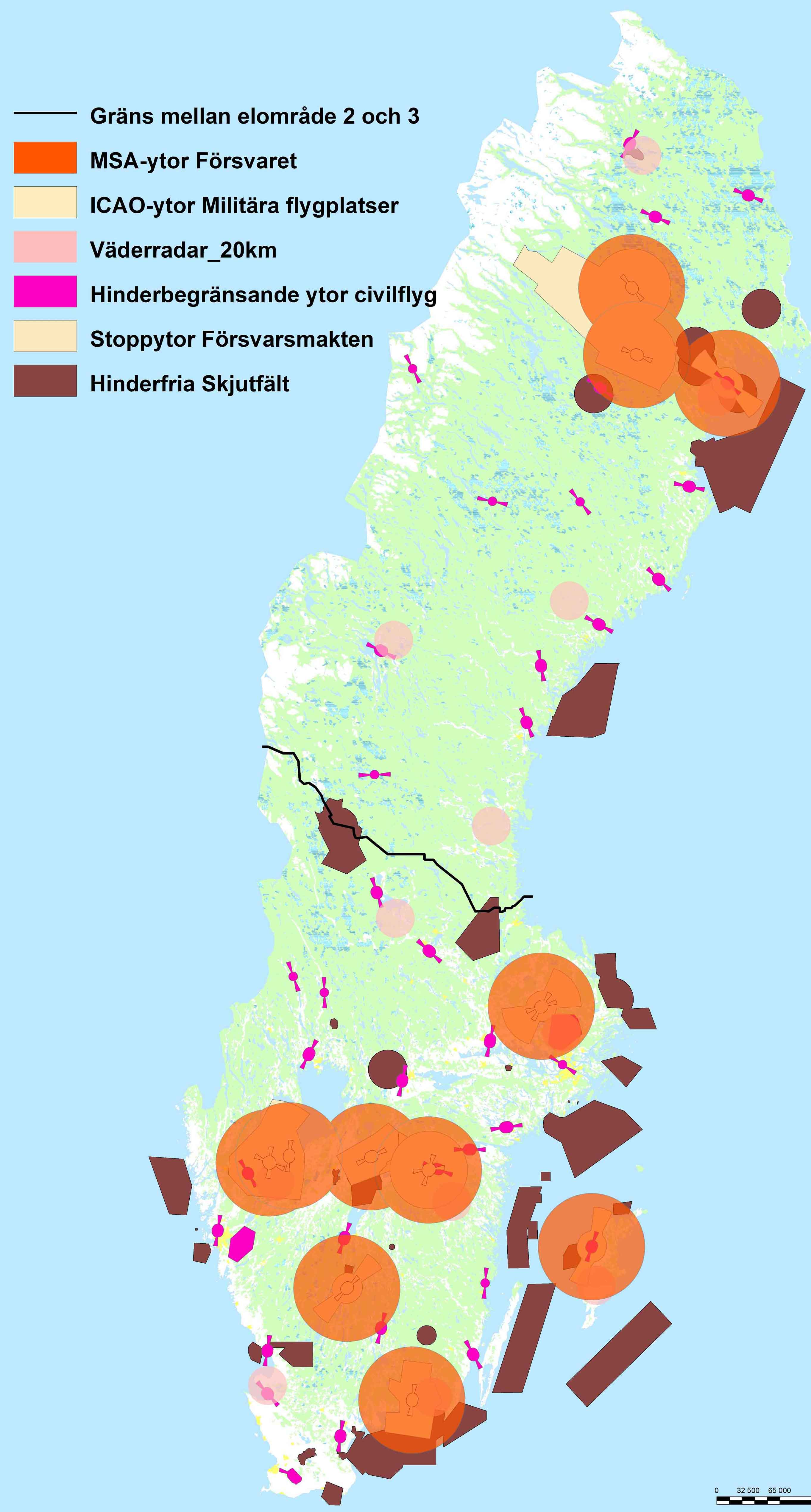
Försvarets restriktioner mot vindkraft samt civilflygets hinderytor.

## Tillstånd för vindkraftverk
För att bygga vindkraftverk krävs sedan 2009 i kort sammanfattning tillstånd enligt följande:
Inget tillstånd krävs
- Fristående vindkraftverk med totalhöjd (höjd till högsta bladspets) under 20 m och rotordiameter under 3 m. Kallas miniverk.

Bygglov enligt PBL
- Vindkraftverk enligt ovan som monteras på byggnad.
- Enstaka fristående vindkraftverk med totalhöjd 20–50 m. Kallas gårdsverk.

Bygglov plus anmälan enligt miljöbalken
- Vindkraftverk med mer än 50 m totalhöjd, dock maximalt ett verk med mer än 150 m totalhöjd eller sex verk med 120 m totalhöjd. Kallas medelstora anläggningar.

Tillstånd enligt miljöbalken samt tillstyrkan från kommunen
- Två eller flera vindkraftverk, totalhöjd över 150 m. Sju eller flera vindkraftverk, totalhöjd över 120 m. Kallas stora anläggningar.

För samtliga kategorier gäller att bygglov, anmälan enligt miljöbalken samt tillstyrkan hanteras av kommunen. Tillstånd enligt miljöbalken ges av länsstyrelsen. 
Energimyndigheten har i en rapport föreslagit att bestämmelserna beträffande tillstyrkan från kommunen ska ses över, eftersom kommunens beslut inte går att överklaga, det saknas tillämpningsföreskrifter och att det har förekommit krav på ekonomisk ersättning som saknat stöd i lagstiftningen.
Under tidsperioden 2014–2018 avslogs totalt 59 av 187 tillståndsansökningar (32 procent). De vanligaste anledningarna var avsaknad av kommunal tillstyrkan, artskyddsfrågor samt försvarsmaktens intressen. 

## Projektportföljen
Svensk Vindenergi har sammanställt hur läget ser ut i januari 2025.
| Kategori             | Land | Hav   | Totalt | Förklaring                                                                                        |
| -------------------- | ---- | ----- | ------ | ------------------------------------------------------------------------------------------------- |
| Driftsatt under 2024 |      |       |        |                                                                                                   |
| Projekt              | 12   | 0     | 12     |                                                                                                   |
| Vindkraftverk        | 165  | 0     | 165    |                                                                                                   |
| Effekt (MW)          | 1015 | 0     | 1015   |                                                                                                   |
| Under byggnation     |      |       |        | Alla tillstånd är klara och turbiner är beställda.                                                |
| Projekt              | 22   | 0     | 22     |                                                                                                   |
| Vindkraftverk        | 395  | 0     | 395    |                                                                                                   |
| Effekt (MW)          | 2333 | 0     | 2333   |                                                                                                   |
| Aviserade            |      |       |        | Projekt med tillstånd och klart med investerare, men där investeringsbeslut ännu inte har tagits. |
| Projekt              | 6    | 0     | 6      |                                                                                                   |
| Vindkraftverk        | 81   | 0     | 81     |                                                                                                   |
| Effekt (MW)          | 536  | 0     | 536    |                                                                                                   |
| Tillståndsgivna      |      |       |        | Projekt med miljötillstånd, där nätkoncession (tillstånd för elnät) återstår.                     |
| Projekt              | 27   | 4     | 31     |                                                                                                   |
| Vindkraftverk        | 560  | 222   | 782    |                                                                                                   |
| Effekt (MW)          | 3518 | 3279  | 6797   |                                                                                                   |
| Tillståndsprövas     |      |       |        | Projekt som lämnat in ansökan om miljötillstånd till länsstyrelsen eller regeringen.              |
| Projekt              | 72   | 15    | 87     |                                                                                                   |
| Vindkraftverk        | 1114 | 1778  | 2892   |                                                                                                   |
| Effekt (MW)          | 7612 | 27945 | 35107  |                                                                                                   |
| Samråd               |      |       |        | Samrådsförfarandet enligt miljöbalken är inlett.                                                  |
| Projekt              | 48   | 20    | 68     |                                                                                                   |
| Vindkraftverk        | 1223 | 2062  | 3285   |                                                                                                   |
| Effekt (MW)          | 8641 | 37437 | 46079  |                                                                                                   |

## Vindkraft under byggnation 2017–2024
Informationen om projekten är hämtade från öppna källor som Energimyndighetens marknadsstatistik, pressmeddelanden och vindkraftföretagens hemsidor. Uppgifter om produktion och investeringens storlek är inte alltid publika. Därför finns tomma fält i tabellen nedan. För att få fram summa har uppskattningar gjorts.
| Vindkraftspark                            | Län            | Investering kr  | Investerare                               | Antal | MW     | GWh/år | Driftstart |
| ----------------------------------------- | -------------- | --------------- | ----------------------------------------- | ----- | ------ | ------ | ---------- |
| Blaiken 4                                 | Västerbotten   |                 | Skellefteå Kraft                          | 9     | 35     | 120    | 2017       |
| Våsberget                                 | V Götaland     |                 | Mirova                                    | 8     | 28     | 80     | 2017       |
| Gunillaberg                               | Jönköping      |                 | KGAL                                      | 4     | 9      | 30     | 2017       |
| Lunna                                     | Örebro         |                 | KGAL                                      | 3     | 7      | 20     | 2017       |
| Lyrestad                                  | V Götaland     |                 | Ardian                                    | 22    | 76     | 230    | 2017       |
| Långmarken                                | Värmland       |                 | Mirova                                    | 8     | 17     | 50     | 2017       |
| Tågeröd                                   | Skåne          |                 | H&M / Waros                               | 4     | 6      | 20     | 2017       |
| Vilseberga                                | Östergötland   |                 | flera                                     | 2     | 4      | 20     | 2017       |
| Täppeshusen                               | Skåne          |                 | flera                                     | 2     | 4      | 10     | 2017       |
| Våsberget                                 | V Götaland     |                 | Mirova                                    | 8     | 28     | 80     | 2017       |
| Öljersjö 3:16                             | Blekinge       |                 | Fr Ramström Vind                          | 2     | 5      | 10     | 2017       |
| Össjö                                     | Skåne          |                 | Öresundskraft Kraft & Värme               | 3     | 6      | 20     | 2017       |
| Össjö skog                                | Skåne          |                 | Fr Ramström Vind                          | 2     | 5      | 10     | 2017       |
| Ersträsk, Markbygden fas 1                | Norrbotten     |                 | TRIG & EIPP GmbH (75/25)                  | 18    | 61     | 200    | 2018       |
| Lehtirova / Thor                          | Norrbotten     |                 | CGN & Hermes (80/20)                      | 41    | 148    | 490    | 2018       |
| Stor-Blåliden, Pilot 1, Markbygden        | Norrbotten     |                 | Svevind & GE Capital (50/50)              | 2     | 6      | 20     | 2018       |
| Högkölen                                  | Gävleborg      |                 | CGN & Hermes (80/20)                      | 18    | 68     | 190    | 2018       |
| Jenåsen                                   | Västernorrland |                 | MEAG                                      | 23    | 79     | 240    | 2018       |
| Solberg                                   | Västernorrland |                 | Credit Suisse & Fortum (80/20)            | 22    | 76     | 250    | 2018       |
| Grimsås                                   | V Götaland     |                 | Marguerite / Element                      | 13    | 47     | 140    | 2018       |
| Anneberg                                  | V Götaland     |                 | KGAL                                      | 3     | 11     | 40     | 2018       |
| Bockstigen (Repowering)                   | Gotland        |                 | Momentum Gruppen                          | 5     | 3      | 10     | 2018       |
| Olofsfält 2                               | Skåne          |                 | Olofsfält Vind                            | 1     | 2      | 10     | 2018       |
| Ränsliden                                 | V Götaland     |                 | Prime Capital                             | 7     | 24     | 90     | 2018       |
| Skålsparken Väst                          | Gotland        |                 | Slitevind                                 | 3     | 7      | 20     | 2018       |
| Slottsbol                                 | Örebro         |                 | Slottsbol Vind                            | 6     | 13     | 40     | 2018       |
| Zinkgruvan                                | Örebro         |                 | CEE Group                                 | 14    | 53     | 180    | 2018       |
| Västanby                                  | Skåne          |                 | European Energy                           | 5     | 10     | 30     | 2018       |
| Markbygden ETT / North Pole               | Norrbotten     |                 | CGN & GE Capital (75/25)                  | 179   | 644    | 2 150  | 2019       |
| Fjällberget / Saxberget                   | Dalarna        | 109 000 000     | Stena Renewable                           | 3     | 11     | 40     | 2019       |
| Kråktorpet                                | Västernorrland | 1 796 000 000   | CGN & Hermes (80/20)                      | 43    | 163    | 570    | 2019       |
| Munkflohöjden                             | Jämtland       |                 | APG                                       | 23    | 49     | 190    | 2019       |
| Nylandsbergen, Getås, Rödsjöåsen          | Västernorrland | 809 000 000     | CGN & Hermes (80/20)                      | 18    | 68     | 240    | 2019       |
| Stigshöjden                               | Västernorrland |                 | Frontavis                                 | 6     | 22     | 60     | 2019       |
| Svartnäs                                  | Dalarna        | 1 291 000 000   | BlackRock                                 | 32    | 115    | 400    | 2019       |
| Åskälen- Österåsen                        | Jämtland       | 3 000 000 000   | APG                                       | 80    | 288    | 930    | 2019       |
| Enviksberget                              | Dalarna        |                 | BlackRock                                 | 9     | 37     | 120    | 2019       |
| Kronoberget                               | Örebro         | 610 000 000     | Stena Renewable                           | 16    | 61     | 200    | 2019       |
| Laxåskogen                                | Örebro         |                 | Wirtgen Wind Invest                       | 7     | 25     | 90     | 2019       |
| Orrberget                                 | Dalarna        |                 | Frontavis                                 | 9     | 33     | 96     | 2019       |
| Sötterfällan                              | Jönköping      |                 | KGAL                                      | 10    | 36     | 130    | 2019       |
| Dalby                                     | Skåne          |                 | Ledsjö Vind/ xxx (50/50)                  | 1     | 2      | 10     | 2020       |
| Elico 1                                   | Skåne          |                 | Elico                                     | 1     | 2      | 10     | 2020       |
| Hannas 2                                  | Skåne          |                 | Privatperson                              | 2     | 5      | 10     | 2020       |
| Aldermyrberget                            | Västernorrland |                 | wdp Scandinavia                           | 17    | 72     | 240    | 2020       |
| Högaliden                                 | Västerbotten   |                 | Fred Olsen Renewables                     | 25    | 105    | 370    | 2020       |
| Björkvattnet                              | Jämtland       |                 | InfraVia Capital Partners                 | 33    | 175    | 600    | 2020       |
| Brännliden                                | Västerbotten   |                 | Marguerite                                | 10    | 42     | 160    | 2020       |
| Böcklingberget                            | Jämtland       |                 | re:cap                                    | 11    | 45     | 160    | 2020       |
| Gärdshyttan                               | Örebro         |                 | Rabbalshede Kraft                         | 5     | 17     | 50     | 2020       |
| Liden (Brattmyrliden & Åliden)            | Västernorrland | 1 195 000 000   | Falck Renewables                          | 31    | 121    | 420    | 2020       |
| Spjutåsberget                             | Västernorrland | 77 000 000      | HEMAB                                     | 2     | 7      | 20     | 2020       |
| Valhalla (Tönsen & Åmot-Lingbo)           | Gävleborg      | 3 950 000 000   | CGN & Hermes (80/20)                      | 85    | 357    | 1 100  | 2020       |
| Vetteberget                               | V Götaland     |                 | Rabbalshede Kraft                         | 2     | 10     | 20     | 2020       |
| Överturingen - Lästerhöjden & Storflötten | Västernorrland | 2 665 000 000   | Green Investment Group                    | 56    | 235    | 780    | 2020       |
| Bäckhammar (Norra & Södra)                | Värmland       | 1 349 000 000   | KGAL                                      | 31    | 130    | 400    | 2020       |
| Hornamossen                               | Jönköping      |                 | Green Investment Group                    | 10    | 43     | 120    | 2020       |
| Häjsberget & S Länsmansberget             | Värmland       | 600 000 000     | Tekniska Verken Vind                      | 13    | 55     | 180    | 2020       |
| Orreholmen                                | V Götaland     |                 | Orreholmen vindkraft                      | 2     | 7      | 30     | 2020       |
| Picasso (Målarberget)                     | Västmanland    | 1 431 000 000   | Enlight                                   | 27    | 113    | 370    | 2020       |
| Slageryd                                  | Jönköping      |                 | Taaleri Energia                           | 6     | 23     | 70     | 2020       |
| Svärdsjö                                  | Dalarna        |                 | Privatperson                              | 1     | 2      | 10     | 2020       |
| Trädet - Lundby                           | V Götaland     |                 | SVEF                                      | 3     | 11     | 40     | 2020       |
| Ersträsk, Markbygden fas 2                | Norrbotten     | 1 796 000 000   | EIPP GmbH                                 | 42    | 168    | 570    | 2021       |
| Fjällboheden                              | Västerbotten   | 600 000 000     | Abraxas Capital Management                | 10    | 42     | 160    | 2021       |
| Maximus (Markbygden - Etapp 2 "MB North") | Norrbotten     |                 | EIPP                                      | 97    | 400    | 1200   | 2023       |
| Nysäter (Hästkullen och Björnlandshöjden) | Västernorrland | 5 100 000 000   | Credit Suisse & RWE (80/20)               | 114   | 475    | 1 570  | 2021       |
| Stavro Blackfjället                       | Västernorrland |                 | Prime Capital                             | 22    | 90     | 300    | 2021       |
| Stavro Blodrotberget                      | Västernorrland |                 | Prime Capital                             | 40    | 164    | 540    | 2021       |
| Åndberget                                 | Jämtland       | 3 090 000 000   | Ardian                                    | 53    | 265    | 800    | 2021       |
| Högen                                     | V Götaland     |                 | Rabbalshede Kraft                         | 3     | 13     | 40     | 2021       |
| Norra Hunna (Myggedalen)                  | Örebro         |                 | Conected Infrastructure Capital           | 4     | 16     | 50     | 2021       |
| Råmmarehemmet                             | V Götaland     |                 | EnBW                                      | 3     | 13     | 40     | 2021       |
| Sköllunga                                 | V Götaland     |                 | Rabbalshede Kraft                         | 3     | 13     | 40     | 2021       |
| Ljungbyholm                               | Kalmar         | 732 000 000     | Octopus Renewable                         | 12    | 48     | 150    | 2021       |
| Lyngåsa                                   | Kronoberg      |                 | SUSI Partners                             | 22    | 90     | 32     | 2021       |
| Målajord                                  | Kronoberg      |                 | Taaleri Energia                           | 3     | 14     | 50     | 2021       |
| Önusberget (Markbygden etapp 3)           | Norrbotten     |                 | Luxcara                                   | 137   | 753    | 2 490  | 2022       |
| Årjäng NV etapp 2                         | Värmland       |                 | Rabbalshede Kraft                         | 8     | 32     | 110    | 2022       |
| Åby-Alebo                                 | Kalmar         | 1 700 000 000   | SR Energy                                 | 36    | 155    | 500    | 2022       |
| Tvinnesheda-Badeboda                      | Kronoberg      | 2 200 000       | SR Energy                                 | 47    | 210    | 600    | 2022       |
| Tormoseröd                                | V Götaland     |                 | Fu-Gen & Alpiq (70/30)                    | 13    | 73     | 240    | 2022       |
| Timmele                                   | V Götaland     |                 | Eolus Vind                                | 2     | 8      | 30     | 2022       |
| Stor-Blåliden, Pilot 2, Markbygden        | Norrbotten     |                 | Svevind & GE Capital (50/50)              | 4     | 22     | 50     | 2022       |
| Skaftåsen                                 | Jämtland       | 2 600 000       | Foresight, KLP, Arcano, BAE, Polhem Infra | 35    | 231    | 760    | 2022       |
| Rödene                                    | V Götaland     |                 | Mirova                                    | 13    | 86     | 280    | 2022       |
| Riskebo                                   | Dalarna        |                 | Stena Renewable                           | 7     | 39     | 130    | 2022       |
| Raftsjöhöjden                             | Jämtland       |                 | APG & Asper                               | 11    | 60     | 200    | 2022       |
| Norra Vedbo                               | Jönköping      | 1 353 550 000   | NTR & Reichmuth Infrastructure (50/50)    | 20    | 86     | 280    | 2022       |
| Lursäng                                   | V Götaland     |                 | Rabbalshede Kraft                         | 3     | 20     | 50     | 2022       |
| Knöstad                                   | Värmland       |                 | Eurowind Energy                           | 8     | 50     | 160    | 2022       |
| Kingebol                                  | V Götaland     |                 | European Energy                           | 6     | 37     | 120    | 2022       |
| Hån                                       | Värmland       |                 | Cloudberry                                | 5     | 21     | 70     | 2022       |
| Hocksjön                                  | Jämtland       | 1 600 000 000   | Jämtkraft & Person Invest (75/25)         | 23    | 131    | 430    | 2022       |
| Grönhult                                  | V Götaland     |                 | TRIG                                      | 12    | 67     | 220    | 2022       |
| Furuby                                    | Kronoberg      |                 | ERG                                       | 10    | 62     | 210    | 2022       |
| Frykdalshöjden - N Länsmansberget         | Värmland       |                 | Tekniska Verken Vind                      | 10    | 62     | 210    | 2022       |
| Femstenaberg                              | V Götaland     |                 | Rabbalshede Kraft                         | 7     | 46     | 120    | 2022       |
| Blåbergsliden                             | Västerbotten   | 1 300 000 000   | Holmen Energi                             | 26    | 143    | 470    | 2022       |
| Blakliden & Fäbodberget                   | Västerbotten   | 3 500 000 000   | Vattenfall & PKA &Vestas (40/30/30)       | 84    | 353    | 1 100  | 2022       |
| Björnberget                               | Västernorrland | 4 646 000 000   | Prima Capital & Enlight                   | 60    | 372    | 1 230  | 2022       |
| Tjärnäs                                   | Dalarna        |                 | Eolus Vind                                | 4     | 26     | 90     | 2023       |
| Stöllsäterberget                          | Dalarna        |                 | wpd Scandinavia                           | 8     | 47     | 160    | 2023       |
| Stor-Skälsjön                             | Västernorrland |                 | Eolus Vind & Hydro Rein (51/49)           | 42    | 260    | 800    | 2023       |
| Sten-Kalles grund                         | Värmland       |                 | Downing & Cloudberry (80/40)              | 16    | 100    | 350    | 2023       |
| Skåramåla                                 | Kronoberg      |                 | Downing & Cloudberry (60/40)              | 8     | 50     | 160    | 2023       |
| Skallberget/Utterberget                   | Dalarna        |                 | Eolus Vind                                | 12    | 79     | 260    | 2023       |
| Rosenskog                                 | V Götaland     | 231 000 000     | Eolus Vind                                | 3     | 18     | 60     | 2023       |
| Maximus (Markbygden - Etapp 2 "MB South") | Norrbotten     |                 | EIPP GmbH                                 | 97    | 400    | 1 200  | 2023       |
| Marhult                                   | Kronoberg      |                 | Octopus Renewables                        | 7     | 32     | 90     | 2023       |
| Klevberget                                | Västernorrland | 2 000 000 000   | Renewable Power Capital                   | 24    | 145    | 480    | 2023       |
| Karskruv                                  | Kronoberg      |                 | Lundin Energy                             | 20    | 86     | 290    | 2023       |
| Hultema                                   | Östergötland   | 969 000 000     | Reichmuth Infrastruktur                   | 11    | 76     | 250    | 2023       |
| Grevekulla                                | Östergötland   |                 | European Energy                           | 6     | 37     | 120    | 2023       |
| Dållebo                                   | V Götaland     | 333 000 000     | Eolus Vind                                | 4     | 26     | 90     | 2023       |
| Boarp                                     | V Götaland     | 307 000 000     | Eolus Vind                                | 4     | 24     | 80     | 2023       |
| Munkhyttan II                             | Örebro         |                 | Cloudberry                                | 3     | 18     | 60     | 2024       |
| Ranasjö- och Salsjöhöjden                 | Västernorrland | 2 038 000 000   | TRIG & InfraRed (50/50)                   | 39    | 242    | 800    | 2024       |
| Munkhyttan I                              | Örebro         |                 | Cloudberry                                | 3     | 18     | 60     | 2024       |
| Duvhällen                                 | Södermanland   |                 | Cloudberry                                | 10    | 60     | 200    | 2024       |
|                                           |                |                 |                                           |       |        |        |            |
| Summa                                     | Sverige        | 117 380 000 000 |                                           | 2 348 | 10 411 | 33 800 | 2017–2024  |

Källa: